# Escrow Europe
Escrow Europe är ett företag som agerar oberoende tredje part vid bland annat källkodsdeponering.
Företaget har över 400 anställda, 500 miljoner kronor i omsättning och har över 12 000 kunder bland välkända företag. Den skandinaviska marknaden sköts av DEPOSIT AB - Escrow Europe Scandinavia.